# Chaetomitrium densum
Chaetomitrium densum är en bladmossart som beskrevs av Hugh Neville Dixon 1948. Chaetomitrium densum ingår i släktet Chaetomitrium och familjen Hookeriaceae. Inga underarter finns listade i Catalogue of Life.